# Ulič
Ulič és un poble i municipi d'Eslovàquia. Es troba a la regió de Prešov, al nord del país.

## Història
La primera referència escrita de la vila data del 1451.

## Demografia
| Godina             | 1994 | 2004   | 2014    | 2024    |
| ------------------ | ---- | ------ | ------- | ------- |
| Nombre de persones | 1128 | 1038   | 907     | 808     |
| Diferència         |      | −7,97% | −12,62% | −10,91% |

| Godina             | 2023 | 2024   |
| ------------------ | ---- | ------ |
| Nombre de persones | 810  | 808    |
| Diferència         |      | −0,24% |